# NBA-Draft 1980
In dieser Liste werden die Ergebnisse des NBA-Drafts 1980 dargestellt. Dies ist eine Veranstaltung der Basketballliga NBA, bei der die Teams der Liga die Rechte an verfügbaren Nachwuchsspielern erwerben können. Meistens kommen die gedrafteten Spieler direkt vom College, aber auch aus Ligen außerhalb Nordamerikas und früher auch von der Highschool.
Die bekanntesten aus dem NBA-Draft 1980 hervorgegangene Spieler sind wohl Kevin McHale, der in die Naismith Memorial Basketball Hall of Fame aufgenommen wurde, sowie Joe Barry Carroll, Darrell Griffith, Andrew Toney, Kiki Vandeweghe, Mike O'Koren und Mike Gminski. Diese Spieler konnten in ihrer Karriere große Erfolge feiern und waren die besten des Draft-Jahrgangs.

## Runde 1
| Pick | Spieler (Position)    | Nationalität       | NBA Team               | vorheriges Team/College |
| ---- | --------------------- | ------------------ | ---------------------- | ----------------------- |
| 1    | Joe Barry Carroll (C) | Vereinigte Staaten | Golden State Warriors  | Purdue                  |
| 2    | Darrell Griffith (SG) | Vereinigte Staaten | Utah Jazz              | Louisville              |
| 3    | Kevin McHale (PF)     | Vereinigte Staaten | Boston Celtics         | Minnesota               |
| 4    | Kelvin Ransey (PG)    | Vereinigte Staaten | Chicago Bulls          | Ohio State              |
| 5    | James Ray (PF)        | Vereinigte Staaten | Denver Nuggets         | Jacksonville            |
| 6    | Mike O′Koren (SF)     | Vereinigte Staaten | New Jersey Nets        | North Carolina          |
| 7    | Mike Gminski (C)      | Vereinigte Staaten | New Jersey Nets        | Duke                    |
| 8    | Andrew Toney (SG)     | Vereinigte Staaten | Philadelphia 76ers     | Southwestern Louisiana  |
| 9    | Michael Brooks (SF)   | Vereinigte Staaten | San Diego Clippers     | La Salle                |
| 10   | Ronnie Lester (PG)    | Vereinigte Staaten | Portland Trail Blazers | Iowa                    |
| 11   | Kiki Vandeweghe (SF)  | Vereinigte Staaten | Dallas Mavericks       | UCLA                    |
| 12   | Mike Woodson (SF)     | Vereinigte Staaten | New York Knicks        | Indiana                 |
| 13   | Rickey Brown (C)      | Vereinigte Staaten | Golden State Warriors  | Mississippi State       |
| 14   | Wes Matthews (PG)     | Vereinigte Staaten | Washington Bullets     | Wisconsin               |
| 15   | Reggie Johnson (PF)   | Vereinigte Staaten | San Antonio Spurs      | Tennessee               |
| 16   | Charles Whitney       | Vereinigte Staaten | Kansas City Kings      | NC State                |
| 17   | Larry Drew (PG)       | Vereinigte Staaten | Detroit Pistons        | Missouri                |
| 18   | Don Collins (SG)      | Vereinigte Staaten | Atlanta Hawks          | Washington State        |
| 19   | John Duren (PG)       | Vereinigte Staaten | Utah Jazz              | Georgetown              |
| 20   | Bill Hanzlik          | Vereinigte Staaten | Seattle SuperSonics    | Notre Dame              |
| 21   | Monti Davis (SF)      | Vereinigte Staaten | Philadelphia 76ers     | Tennessee State         |
| 22   | Chad Kinch (SG)       | Vereinigte Staaten | Cleveland Cavaliers    | UNC-Charlotte           |
| 23   | Carl Nicks (PG)       | Vereinigte Staaten | Denver Nuggets         | Indiana State           |

## Weitere wichtige Picks
| Pick | Spieler      | Position | Nationalität       | Team                  | vorheriges Team/College |
| ---- | ------------ | -------- | ------------------ | --------------------- | ----------------------- |
| 25   | Jeff Ruland  | C        | Vereinigte Staaten | Golden State Warriors | Iona                    |
| 35   | Rick Mahorn  | PF       | Vereinigte Staaten | Washington Bullets    | Hampton                 |
| 38   | Terry Stotts | SF       | Vereinigte Staaten | Houston Rockets       | Oklahoma                |
| 50   | Kurt Rambis  | PF       | Vereinigte Staaten | New York Knicks       | Santa Clara             |
| 75   | Rory Sparrow | PG       | Vereinigte Staaten | New Jersey Nets       | Villanova               |